# Kolligative Eigenschaft
Als kolligative Eigenschaft (von lateinisch colligere „sammeln“) wird in der physikalischen Chemie verdünnter Lösungen eine Stoffeigenschaft bezeichnet (z. B. der Dampfdruck), die nur von der Teilchenzahl (d. h. dem Stoffmengenanteil) der gelösten Komponente abhängt, nicht aber von der Art der Teilchen oder ihrer chemischen Zusammensetzung.
Beispiele sind
- Dampfdruckerniedrigung[2]
- Gefrierpunktserniedrigung (Kryoskopie)[2]
- Siedepunktserhöhung (Ebullioskopie)[2]
- Osmotischer Druck[2]

Die kolligativen Eigenschaften sind nur dann streng von der Art der Teilchen unabhängig, wenn diese nicht am Phasenübergang teilnehmen. Das gilt für Dampfdruckerniedrigung und Siedepunktserhöhung, also für gelöste Substanzen, die im Vergleich zum Lösungsmittel einen vernachlässigbaren Dampfdruck haben, also z. B. bei Salzen, die in Wasser gelöst sind, aber nicht für eine Lösung von Ethanol in Wasser.
Physikalisch lassen sich die kolligativen Eigenschaften daraus herleiten, dass die gelösten Substanzen durch ihre Mischungsentropie das chemische Potential des Lösungsmittels verringern.